# Sagramor de Scuvero Brandão

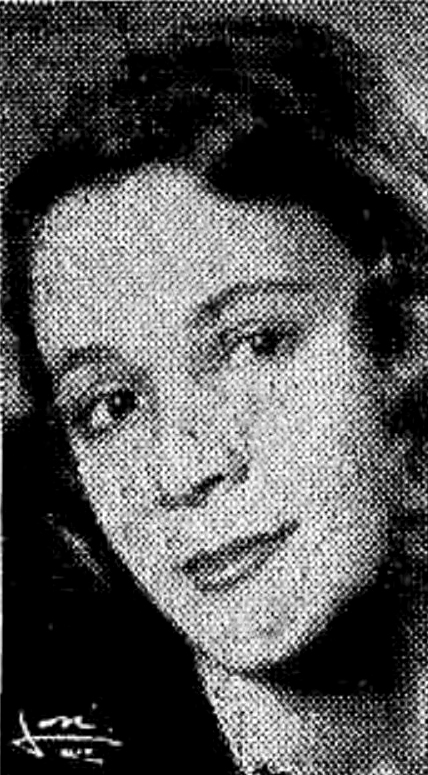
Sagramor de Scuvero Brandão

Sagramor de Scuvero Brandão (* 30. September 1921 in Rio de Janeiro; † 22. Januar 1995 ebenda), bekannt unter dem Pseudonym Sagramor Martins, war eine brasilianische Hörfunkmoderatorin und Politikerin. Von 1948 bis 1956 war sie außerdem Stadträtin in Rio de Janeiro.

## Leben und Wirken
Sie wurde 1921 geboren und begann in São Paulo mit lokalen Sendungen. Sie heiratete den Musiker und Journalisten Miguel Gustavo; sie bekamen zwei Töchter. Sie zog sie mit der Familie nach Rio de Janeiro und arbeitete weiterhin beim Radio. Sie arbeitete bei Rádio Globo, Rádio Bandeirantes und Rádio Mayrink Veiga. Von 1948 bis 1956 war sie Stadträtin in Rio de Janeiro und war damit die erste Frau, die in dieses Gremium gewählt wurde.
Sie starb 1995 in Rio de Janeiro an Krebs.

## Veröffentlichungen
- Na casa do sonho – Editora Anchieta – 1941
- Eu quero ficar homem – Editora do Brasil

## Sendungen auf Rádio Globo
- 1945: Programa Feminino
- 1945: Marcha Nupcial
- 1946–1952: O Mundo Não Vale O Seu Lar